# Usev
Usev ili poljoprivredna kultura je naziv za biljke (ono što je posejano i izniklo) koje su uzgajane u svrhu proizvodnje hrane za ljude ili stoku, goriva, industrijskog materijala ili u neku drugu svrhu. Proizvod, koji se dobija žetvom se naziva prinos. Usev se može odnositi na delove biljke koji se ubiraju ili na žetvu u prerađenom stanju. Većina useva se uzgaja putem poljoprivrede ili akvakulture. Pojam useva se obično proširuje tako da obuhvata makroskopske gljive (npr. pečurke) i alge (algokultura).
Većina useva se ubira kao hrana za ljude ili krmno bilje za stoku. Neki usevi se sakupljaju iz divljine (uključujući intenzivno sakupljanje, npr. ženšen).
Važne neprehrambene kulture uključuju hortikulturu, cvećarstvo i industrijske useve. Hortikulturni usevi obuhvataju biljke koje se koriste za druge useve (npr. voćke). Cvetne kulture uključuju rasadne biljke, sobne biljke, cvetnice u vrtu i cveće u saksijama, rezane kultivisane biljke i rezano cveće. Industrijske kulture se proizvode za odećú (vlaknasti usevi), biogorivo (energetski usevi, gorivo iz algi), ili medicinu (lekovito bilje).

## Važni prehrambeni usevi
Značaj useva znatno varira od regiona do regiona. Na globalnom nivou, sledeći usevi najviše doprinose snabdevanju namirnicama (vrednosti kcal/osoba/ dan za 2013. godinu date su u zagradama): pirinač (541 kcal), pšenica (527 kcal), šećerna trska i ostali šećerni usevi (200 kcal), kukuruz (147 kcal), sojino ulje (82 kcal), ostalo povrće (74 kcal), krompir (64 kcal), palmino ulje (52 kcal), tapioka (37 kcal), mahunarke (37 kcal), suncokretovo ulje (35 kcal), ulje uljane repice i senfa (34 kcal), ostalo voće (31 kcal), sirak (28 kcal), proso (27 kcal), kikiriki (25 kcal), pasulj (23 kcal), slatki krompir (22 kcal), banane (21 kcal), razni orašasti plodovi (16 kcal), soja (14 kcal), pamučno ulje (13 kcal), ulje kikirikija (13 kcal), jam (13 kcal). Mnogi od globalno naizgled manjih useva regionalno su veoma važni. Na primer, u Africi dominiraju korenasti i lukovičasti usevi dominiraju sa 421 kcal/osoba/dnevno, a sirak i proso doprinose sa 135 kcal i 90 kcal, respektivno.
U pogledu proizvedene težine, najvažniji su sedeći usevi (globalna proizvodnja u hiljadama metričkih tona):
| Usev          | 2000      | 2013      |
| ------------- | --------- | --------- |
| Šećerna trska | 1,256,380 | 1.877.110 |
| Kukuruz       | 592,479   | 1.016.740 |
| Pirinač       | 599,355   | 745.710   |
| Žito          | 585,691   | 713.183   |
| Krompir       | 327,600   | 368.096   |

## Literatura
- Sleper, David A.; Poehlman, John M. (2006). Breeding Field Crops. Blackwell Publishing. ISBN 9780813824284. Приступљено 5. 12. 2011.
- Acquaah, George (2002). Principles of Crop Production: Theory, Techniques, and Technology. Prentice Hall. ISBN 978-0-13-022133-9.
- Chrispeels, Maarten J.; Sadava, David E. (1994). Plants, Genes, and Agriculture. Boston, Massachusetts: Jones and Bartlett. ISBN 978-0-86720-871-9.
- Needham, Joseph (1986). Science and Civilization in China. Taipei: Caves Books.
- Safety and health in agriculture. International Labour Organization. 1999. ISBN 978-92-2-111517-5. Архивирано из оригинала 22. 7. 2011. г. Приступљено 13. 9. 2010.
- Larson, G.; Piperno, D. R.; Allaby, R. G.; Purugganan, M. D.; Andersson, L.; Arroyo-Kalin, M.; Barton, L.; Climer Vigueira, C.; Denham, T.; Dobney, K.; Doust, A. N.; Gepts, P.; Gilbert, M. T. P.; Gremillion, K. J.; Lucas, L.; Lukens, L.; Marshall, F. B.; Olsen, K. M.; Pires, J.C.; Richerson, P. J.; Rubio De Casas, R.; Sanjur, O.I.; Thomas, M. G.; Fuller, D.Q. (2014). „Current perspectives and the future of domestication studies”. PNAS. 111 (17): 6139—6146. Bibcode:2014PNAS..111.6139L. PMC 4035915 . PMID 24757054. doi:10.1073/pnas.1323964111 .
- Ensminger, M. E.; Parker, R. O. (1986). Sheep and Goat Science (Fifth изд.). Interstate Printers and Publishers. ISBN 978-0-8134-2464-4.
- Broudy, Eric (1979). The Book of Looms: A History of the Handloom from Ancient Times to the Present. UPNE. ISBN 978-0-87451-649-4.
- Gerritsen, R. (2008). „Australia and the Origins of Agriculture”. Encyclopedia of Global Archaeology. Archaeopress. ISBN 978-1-4073-0354-3. doi:10.1007/978-1-4419-0465-2_1896.
- Janick, Jules. „Ancient Egyptian Agriculture and the Origins of Horticulture” (PDF). Acta Hort. 583.
- Kees, Herman (1961). Ancient Egypt: A Cultural Topography. University of Chicago Press.
- Glick, Thomas F. (2005). Medieval Science, Technology And Medicine: An Encyclopedia. Volume 11 of The Routledge Encyclopedias of the Middle Ages Series. Psychology Press. стр. 270. ISBN 978-0-415-96930-7.
- In brief, The State of World Fisheries and Aquaculture, 2018 (PDF). FAO. 2018.
- Verdelho Vieira, Vítor; Cadoret, Jean-Paul; Acien, F. Gabriel; Benemann, John (јануар 2022). „Clarification of Most Relevant Concepts Related to the Microalgae Production Sector”. Processes (на језику: енглески). 10 (1): 175. ISSN 2227-9717. doi:10.3390/pr10010175 .
- Greene, Charles; Scott-Buechler, Celina; Hausner, Arjun; Johnson, Zackary; Lei, Xin Gen; Huntley, Mark (2022). „Transforming the Future of Marine Aquaculture: A Circular Economy Approach”. Oceanography: 26—34. ISSN 1042-8275. doi:10.5670/oceanog.2022.213 .
- „Nutrient-rich algae could help meet global food demand: Cornell researchers”. CTVNews (на језику: енглески). 20. 10. 2022. Приступљено 17. 11. 2022.
- Diaz, Crisandra J.; Douglas, Kai J.; Kang, Kalisa; Kolarik, Ashlynn L.; Malinovski, Rodeon; Torres-Tiji, Yasin; Molino, João V.; Badary, Amr; Mayfield, Stephen P. (2023). „Developing algae as a sustainable food source”. Frontiers in Nutrition. 9. ISSN 2296-861X. doi:10.3389/fnut.2022.1029841 .
- Smith, Rebecca A.; Cass, Cynthia L.; Mazaheri, Mona; Sekhon, Rajandeep S.; Heckwolf, Marlies; Kaeppler, Heidi; de Leon, Natalia; Mansfield, Shawn D.; Kaeppler, Shawn M.; Sedbrook, John C.; Karlen, Steven D.; Ralph, John (2. 5. 2017). „Suppression of CINNAMOYL-CoA REDUCTASE increases the level of monolignol ferulates incorporated into maize lignins”. Biotechnology for Biofuels. 10 (1): 109. PMC 5414125 . PMID 28469705. doi:10.1186/s13068-017-0793-1.
- Hartwich, Jens (2017). Assessment of the regional suitability of short rotation coppice in Germany (Теза). doi:10.17169/refubium-9817.
- Hartwich, Jens; Bölscher, Jens; Schulte, Achim (24. 9. 2014). „Impact of short-rotation coppice on water and land resources”. Water International. 39 (6): 813—825. S2CID 154461322. doi:10.1080/02508060.2014.959870.
- Hartwich, Jens; Schmidt, Markus; Bölscher, Jens; Reinhardt-Imjela, Christian; Murach, Dieter; Schulte, Achim (11. 7. 2016). „Hydrological modelling of changes in the water balance due to the impact of woody biomass production in the North German Plain”. Environmental Earth Sciences. 75 (14): 1071. Bibcode:2016EES....75.1071H. S2CID 132087972. doi:10.1007/s12665-016-5870-4.
- Ara Kirakosyan; Peter B. Kaufman (2009-08-15). Recent Advances in Plant Biotechnology. стр. 169. ISBN 9781441901934. Приступљено 14. 2. 2013.
- „Environmental Use of BioMass”. Архивирано из оригинала 26. 9. 2021. г. Приступљено 22. 1. 2016.
- Bauböck, Roland; Karpenstein-Machan, Marianne; Kappas, Martin (2014-08-10). „Computing the biomass potentials for maize and two alternative energy crops, triticale and cup plant (Silphium perfoliatum L.), with the crop model BioSTAR in the region of Hannover (Germany)”. Environmental Sciences Europe. 26 (1): 19. ISSN 2190-4715. PMC 5044939 . PMID 27752417. doi:10.1186/s12302-014-0019-0.

## Spoljašnje veze
- Food and Agriculture Organization
- United States Department of Agriculture
- Agriculture material from the World Bank Group